# Vincent Cadren
Vincent Hervé Cadren, né le 18 novembre 1988 à Bordeaux en France, est un joueur professionnel Français de hockey sur glace qui joue au poste d'attaquant aux Boxers de Bordeaux.

## Carrière
Il a chaussé ses premiers patins à 4 ans et a été formé à Bordeaux. Il joue son premier match professionnel en 2006 alors qu'il est encore Cadet U18, et participe à la montée des Boxers en Division 1 (deuxième niveau français). Il évolue ensuite dans la catégorie Espoirs au sein de l’entente entre l’Hormadi d'Anglet et Les Boxers de Bordeaux, avant d'intégrer définitivement l'équipe professionnelle,.

## Clubs Successifs
- Bordeaux : de 1993 à 2004
- Entente Anglet-Bordeaux : de 2004 à 2007.
- Les Boxers de Bordeaux : depuis 2005.

## Palmarès
- 1993-1994 : vice-Champion de France minimes.
- 1994-1995 : demi-finaliste Sud minimes.
- 1995-1996 : demi-finaliste Sud minimes.
- 1996-1997 : demi-finaliste Sud minimes.
- 2003-2004 : vice-champion de France Cadets U18 (Entente Anglet-Bordeaux).
- 2005-2006 : quatrième du championnat de France Cadets U18 et Vice-Champion de France de Division 2.
- 2007-2008 : demi-finaliste de Division 1.
- 2008-2009 : champion de France Juniors U22 Excellence et quart de finaliste de Division 1.
- 2009-2010 : troisième du championnat de France Juniors U22 Excellence et quart de finaliste du championnat de France de Division 1.
- 2010-2011 : demi-finaliste du championnat de France de Division 1.
- 2012-2013 : demi-finaliste du championnat de France de Division 1.
- 2013-2014 : vice-champion de France de Division 1.
- 2014-2015 : champion de France de Division 1.

## Statistiques
Pour la signification des abréviations, voir statistiques du hockey sur glace.
| Saison    | Équipe                  | Ligue                              |    | Saison régulière | Saison régulière | Saison régulière | Saison régulière | Saison régulière |   | Séries éliminatoires | Séries éliminatoires | Séries éliminatoires | Séries éliminatoires | Séries éliminatoires |
| Saison    | Équipe                  | Ligue                              | PJ | B                | A                | Pts              | Pun              | PJ               | B | A                    | Pts                  | Pun                  |                      |                      |
| 2003-2004 | Boxers de Bordeaux      | Cadet U18                          | 12 | 2                | 3                | 5                | 10               |                  |   |                      |                      |                      |                      |                      |
| 2004-2005 | Boxers de Bordeaux      | Cadet U18                          | 11 | 7                | 11               | 18               | 14               | 4                | 1 | 3                    | 4                    | 10                   |                      |                      |
| 2004-2005 | Entente Anglet-Bordeaux | Junior U22 Élite                   | 10 | 4                | 1                | 5                | 6                |                  |   |                      |                      |                      |                      |                      |
| 2005-2006 | Boxers de Bordeaux      | Cadet U18                          | -  | -                | -                | -                | -                |                  |   |                      |                      |                      |                      |                      |
| 2005-2006 | Entente Anglet-Bordeaux | Junior U22 Élite                   | 6  | 0                | 0                | 0                | 4                |                  |   |                      |                      |                      |                      |                      |
| 2005-2006 | Entente Anglet-Bordeaux | Junior U22 Élite Poule de maintien |    |                  |                  |                  |                  | 1                | 0 | 1                    | 1                    | 4                    |                      |                      |
| 2005-2006 | Boxers de Bordeaux      | Division 2                         | 23 | 0                | 3                | 3                | 8                | 3                | 0 | 0                    | 0                    | 2                    |                      |                      |
| 2006-2007 | Entente Anglet-Bordeaux | Junior U22 Élite                   | 6  | 5                | 6                | 11               | 4                |                  |   |                      |                      |                      |                      |                      |
| 2006-2007 | Boxers de Bordeaux      | Division 1                         | 27 | 5                | 1                | 6                | 14               |                  |   |                      |                      |                      |                      |                      |
| 2007-2008 | Boxers de Bordeaux      | Junior U22 Élite                   | 20 | 12               | 12               | 24               | 28               |                  |   |                      |                      |                      |                      |                      |
| 2007-2008 | Boxers de Bordeaux      | Division 1                         | 24 | 4                | 9                | 13               | 22               | 2                | 0 | 1                    | 1                    | 4                    |                      |                      |
| 2008-2009 | Boxers de Bordeaux      | Junior U22 Excellence              | 9  | 10               | 25               | 35               | 8                | 6                | 9 | 7                    | 16                   | 10                   |                      |                      |
| 2008-2009 | Boxers de Bordeaux      | Division 1                         | 25 | 4                | 10               | 14               | 12               | 1                | 0 | 0                    | 0                    | 0                    |                      |                      |
| 2009-2010 | Boxers de Bordeaux      | Junior U22 Excellence              | 5  | 2                | 7                | 9                | 4                | 6                | 8 | 11                   | 19                   | 6                    |                      |                      |
| 2009-2010 | Boxers de Bordeaux      | Division 1                         | 25 | 2                | 3                | 5                | 8                | 2                | 0 | 0                    | 0                    | 2                    |                      |                      |
| 2010-2011 | Boxers de Bordeaux      | Division 1                         | 24 | 5                | 8                | 13               | 16               | 4                | 0 | 4                    | 4                    | 0                    |                      |                      |
| 2011-2012 | Boxers de Bordeaux      | Division 1                         | 26 | 5                | 7                | 12               | 32               |                  |   |                      |                      |                      |                      |                      |
| 2012-2013 | Boxers de Bordeaux      | Division 1                         | 24 | 9                | 17               | 26               | 14               | 4                | 2 | 2                    | 4                    | 4                    |                      |                      |
| 2013-2014 | Boxers de Bordeaux      | Division 1                         | 26 | 7                | 7                | 14               | 22               | 9                | 1 | 1                    | 2                    | 30                   |                      |                      |
| 2014-2015 | Boxers de Bordeaux      | Division 1                         | 24 | 5                | 4                | 9                | 18               | 7                | 2 | 1                    | 3                    | 4                    |                      |                      |
| 2015-2016 | Boxers de Bordeaux      | Ligue Magnus                       | 26 | 2                | 4                | 6                | 12               |                  |   |                      |                      |                      |                      |                      |
| 2015-2016 | Boxers de Bordeaux      | Ligue Magnus Poule de maintien     |    |                  |                  |                  |                  | 10               | 0 | 3                    | 3                    | 4                    |                      |                      |
| 2016-2017 | Boxers de Bordeaux      | Ligue Magnus                       | 38 | 4                | 6                | 10               | 10               | 11               | 0 | 0                    | 0                    | 0                    |                      |                      |
| 2017-2018 | Boxers de Bordeaux      | Ligue Magnus                       | 43 | 5                | 1                | 6                | 8                | 9                | 0 | 1                    | 1                    | 4                    |                      |                      |